# Pytheas

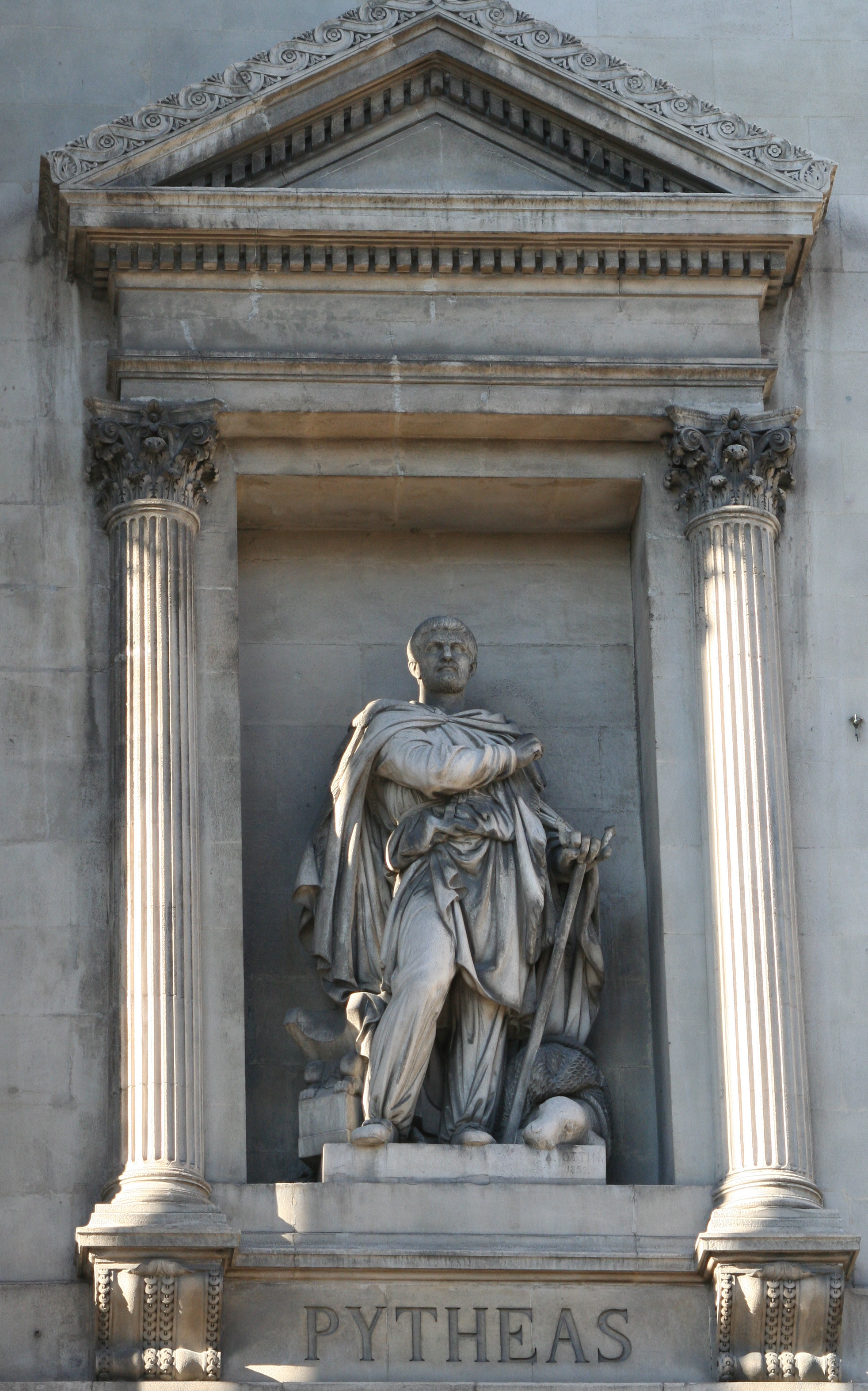
Staty av Pytheas i Marseille

Pytheas (Πυθέας), född omkring 380 f.Kr., död omkring 310 f.Kr., var en grekisk handelsman, geograf, astronom och upptäcktsresande. Han kom från den grekiska kolonin Massalia, nuvarande Marseille, och gjorde en banbrytande resa till nordvästra Europa 325 f.Kr. varmed han blev den förste att beskriva midnattssolen, norrsken och packisen. Det var Pytheas som kallade Britannien vid namn första gången och beskrev de germanska stammarna.
Pytheas verk, Περὶ τοῦ Ὠκεανοῦ (Om havet), finns inte bevarat annat än som citat och anföringar i andras verk. Polybios och Strabon menade att verket var fiktion. I sitt verk kartlade han Storbritannien med tämligen god precision, troligen genom att utgå från polstjärnan.
Han var dock inte den förste att bege sig till området. Redan tidigare bedrevs handel med Britannien, och fiskare hade begivit sig till Orkneyöarna, Norge och Shetlandsöarna. Cornwall var redan en viktig producent av tenn, och Pytheas beskriver tillverkningen. Han kallade öarna Prettanike, vilket Diodoros senare omdöpte till Pretannia. Kustborna i Cornwall kan alltså ha kallat sig Pretani eller Priteni. Han citeras som om han har kallat området "Pretanis öar". Målade eller tatuerade folk blir Picti på latin, jämför pikter.
Han besökte även en ö han kom till genom att segla sex dagar norrut från Britannien, som han kallade Thule. Thule har pekats ut som Skandinavien, Island, Shetlandsöarna, eller Färöarna av olika historiker. Pytheas beskriver Thule som ett bondesamhälle som producerade honung. Invånarna åt frukt, drack mjölk, och tillverkade en dryck av säd och honung. Till skillnad från de sydeuropeiska bönderna hade invånarna i Thule lador.
Enligt Naturalhistorien av Plinius d.ä. skall han ha redogjort för ett folkslag kallat "gutones" som skulle ha bebott ett hamnområde han kallade Mentonomon, där det fanns bärnsten. Gutones bodde enligt denna källa granne med folkslaget Teutones.